# Amur oblast
Amur oblast (russisk: Аму́рская о́бласть, tr. Amurskaja oblast) er en af 46 oblaster i Den Russiske Føderation. Oblasten har et areal på 361.913 km² og 805.689(2016) indbyggere. Det administrative center i oblasten er placeret i byen Blagovesjtjensk.

## Geografi
Oblasten er beliggende omkring 8.000 km øst for Moskva på bredderne af floderne Amur og Zeya. Amur oblast grænser op til Republikken Sakha (Jakutien) mod nord, Khabarovsk kraj og den Jødiske autonome oblast mod øst, Kina mod syd samt Zabajkalskij kraj mod vest. Amur oblast er forbundet til resten af Rusland med to jernbanelinier; Den transsibiriske jernbane og Baikal-Amur jernbane.

## Historie
Det nuværende Amur oblasts område svarer stort set til de områder omkring floden Amur, der i det Russiske Kejserrige uofficielt blev kaldt Amurskij kraj (russisk: Аму́рский край) eller Priamure (russisk: Приаму́рье). Blagovesjtjensk blev grundlagt i 1856 og dermed er en af de ældste permanente beboelser i det russiske fjernøsten. Byen er centrum for handel og guldminedrift.

## Demografi
Indbyggertallet har været for nedadgående de seneste år, og er nu 805.689(2016); mens det i 2002 lå på 902.844; og 1.057.781 i 1989.

### Byer
Blagovesjtjensk, der er administrativt centrum for Amur oblast, er samtidigt langt den største by i regionen. Derudover er der 24 byer med over 5.000 indbyggere: